# Глекапревир
Глекапревир (МНН) представляет собой ингибитор неструктурного (NS) протеина 3/4A вируса гепатита C (HCV), который был идентифицирован совместно биофармацевтической компанией «AbbVie» и «Enanta Pharmaceuticals». Препарат разрабатывается для лечения хронической инфекции гепатита С в сочетании с ингибитором NS5A HCV пибрентасвиром. Вместе они продемонстрировали мощную противовирусную активность против основных генотипов HCV и высокие барьеры к устойчивости In vitro.
19 декабря 2016 года компания «AbbVie» подала в Управление по санитарному надзору за качеством пищевых продуктов и медикаментов США (FDA) новую заявку на введение режима глекапревир / пибрентасвир (торговое название Mavyret) для лечения всех основных генотипов (1–6) хронического гепатита C. 3 августа 2017 года FDA одобрило комбинацию для лечения гепатита С. В Европе он был одобрен 17 августа 2017 года для того же показания под торговым наименованием Maviret.